# 도요스촌 (오카야마현)
도요스촌(豊洲村)은 오카야마현 쓰쿠보군에 있던 촌이다. 1952년 4월 1일에 구라시키시 및 쓰쿠보군 자야정에 편입해 소멸하였다. 현재의 구라시키시 도요스 지역, 자야 지역에 해당한다.

## 역사
- 1889년 6월 1일 - 정촌제 시행에 의해 구보야군 '도요스촌이 발족하였다.
- 1900년 4월 1일 - 군의 통합에 의해 쓰쿠보군에 소속되었다.
- 1952년 4월 1일 - 소자정에 편입해 폐지되었다.

## 참고문헌
- 角川日本地名大辞典 33 岡山県
- 『市町村名変遷辞典』東京堂出版、1990年。